# Kao-jao
Kao-jao (Gaoyao) (nevének szó szerinti jelentése: „fa dobállvány”) az ókori kínai mitológiában, Sun (Shun) császár, vagy más változatok szerint Jao (Yao) császár segítőtársa, minisztere, aki mindig igazságos ítéleteket hoz.

## Legendája
Kao-jao (Gaoyao) megjelenése általában madárcsőrű és zöld arcú ember. Amikor Kao-jao (Gaoyao) kételkedett valaki vétkességében, ráparancsolt segítőtársára, hszie-cse (xiezhi)re (獬豸), hogy kezdjen el döfködni. Ennek az egyszarvú báránynak ugyanis az volt a képessége, hogy csak a bűnöseket döfte meg, az ártatlanokat azonban nem bántotta. Más legendaváltozatok szerint Kao-jaó (Gaoyao)nak egy medveszerű, zöld szőrű állat volt a segítségére az ilyen feladatok során. Kao-jaó (Gaoyao)nak tulajdonítják a büntetések rendszerének megalkotását és az első börtön létrehozását.